# Euxoa vestitura
Euxoa vestitura är en fjärilsart som beskrevs av Smith 1905. Euxoa vestitura ingår i släktet Euxoa och familjen nattflyn. Inga underarter finns listade i Catalogue of Life.